# Vídua del Camerun
La vídua del Camerun (Vidua camerunensis) és un ocell de la família dels viduids (Viduidae).

## Hàbitat i distribució
Habita les sabanes i zones amb malesa des de Sierra Leone cap a l'est fins Camerun, nord-est de la República Democràtica del Congo i Sudan del Sud.